# Генріх Бюнтінг
Генріх Бюнтінг (нім. Heinrich Bünting; 1545, Ганновер, Священна Римська імперія — 1606, Ганновер, Священна Римська імперія) — німецький протестантський пастор і теолог. Відомий своєю книгою — збіркою ксилографічних мап під назвою «Itinerarium Sacrae Scripturae» («Мандрівка Святим Письмом»), вперше опублікованій 1581 року.

## Життєпис
Генріх Бюнтінг народився у Ганновері 1545 року. Вивчав теологію у Віттенберзькому університеті, який закінчив 1569 року, і став протестантським пастором у місті Лемґо. З цієї посади його звільнили 1575 року, після чого він переїхав до Гронау-ан-дер-Ляйне. 1591 року його призначили суперіндепендентом (лідером протестантської громади на регіональному рівні) у Ґосларі. 1600 року розпочалася дискусія з приводу правильності його викладання, через що його відправили у відставку. Решту життя провів як приватна особа у рідному Ганновері, де помер у 1606 році.

## Itinerarium Sacrae Scripturae
«Itinerarium Sacrae Scripturae» — колекція ксилографічних мап Генріха Бюнтінга, що була вперше опублікована 1581 року в Магдебурзі і була популярною свого часу. Кілька разів книгу передруковували і перекладали. Книга містить найповніший виклад біблійної географії та описи Святої Землі і подорожей різних видатних церковних діячів зі Старого та Нового Заповітів. Окрім звичайних карт, колекція містить три образні карти: «Світ — трилисник» (вважається, що таке зображення символізує Святу Трійцю), Європа у вигляді коронованої жінки в мантії та Азія у вигляді крилатого коня Пегаса.

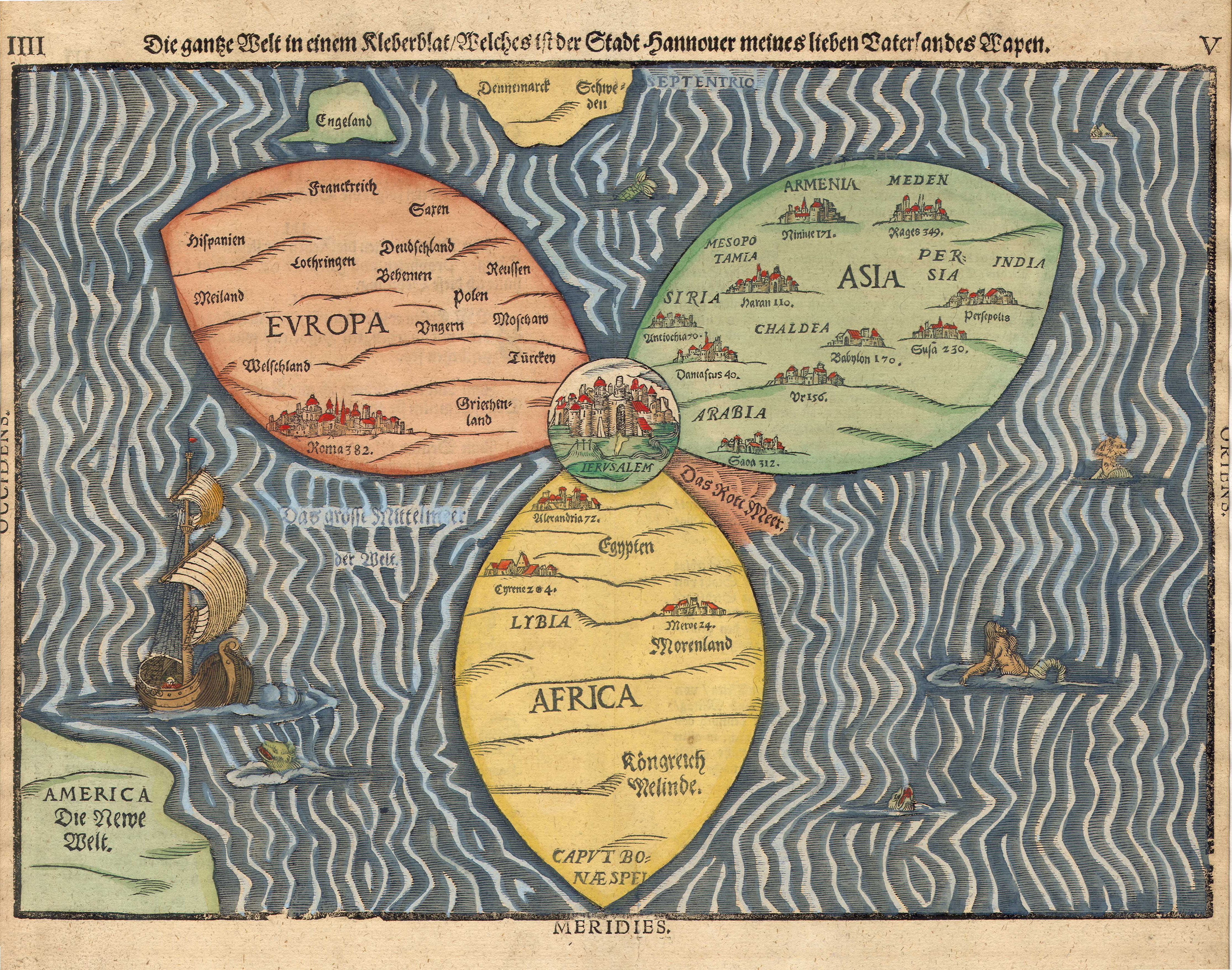
«Світ — трилисник»
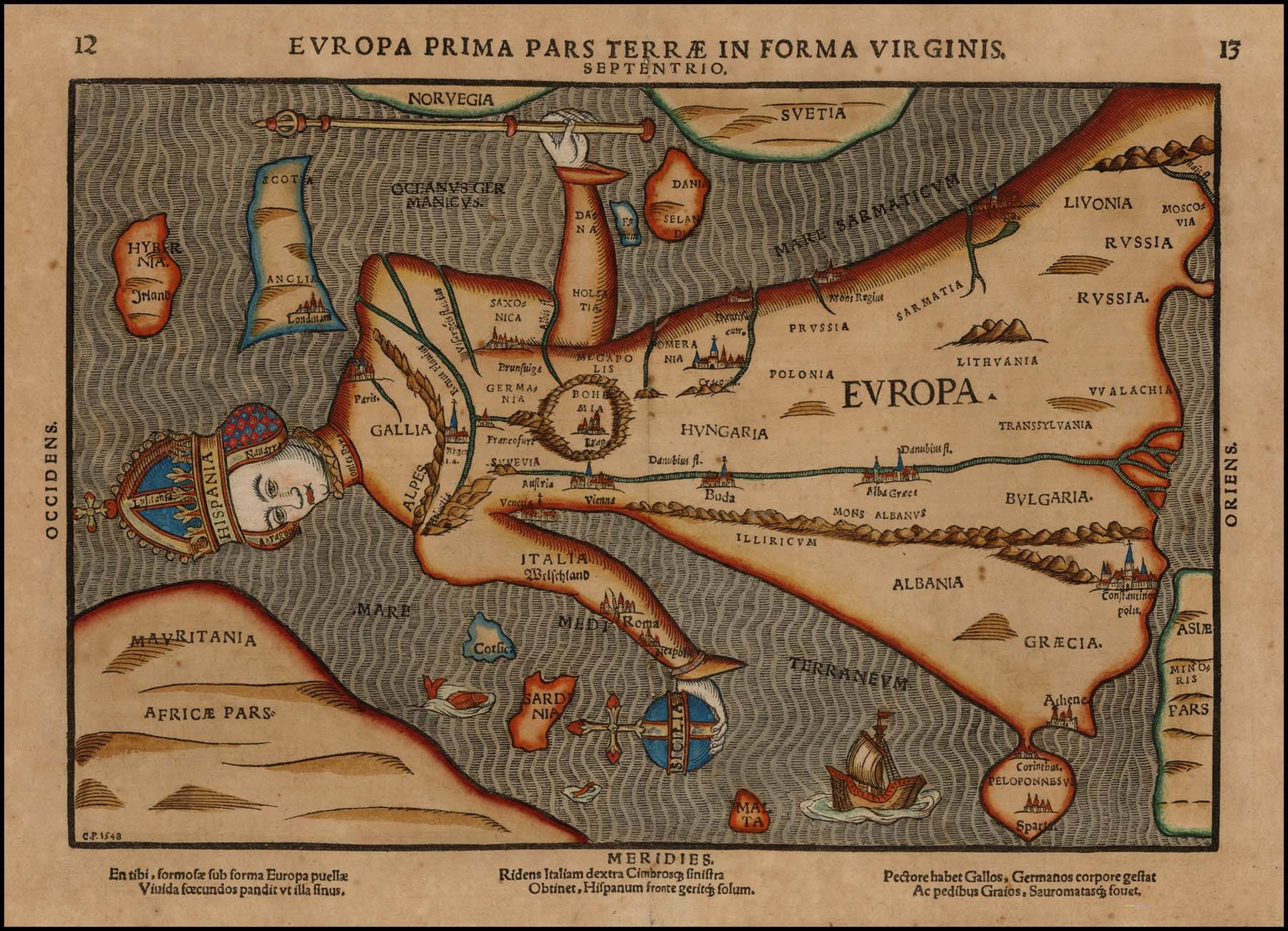
Карта Європи у вигляді коронованої жінки. Українські землі підписані «RVSSIA» («Русь»)
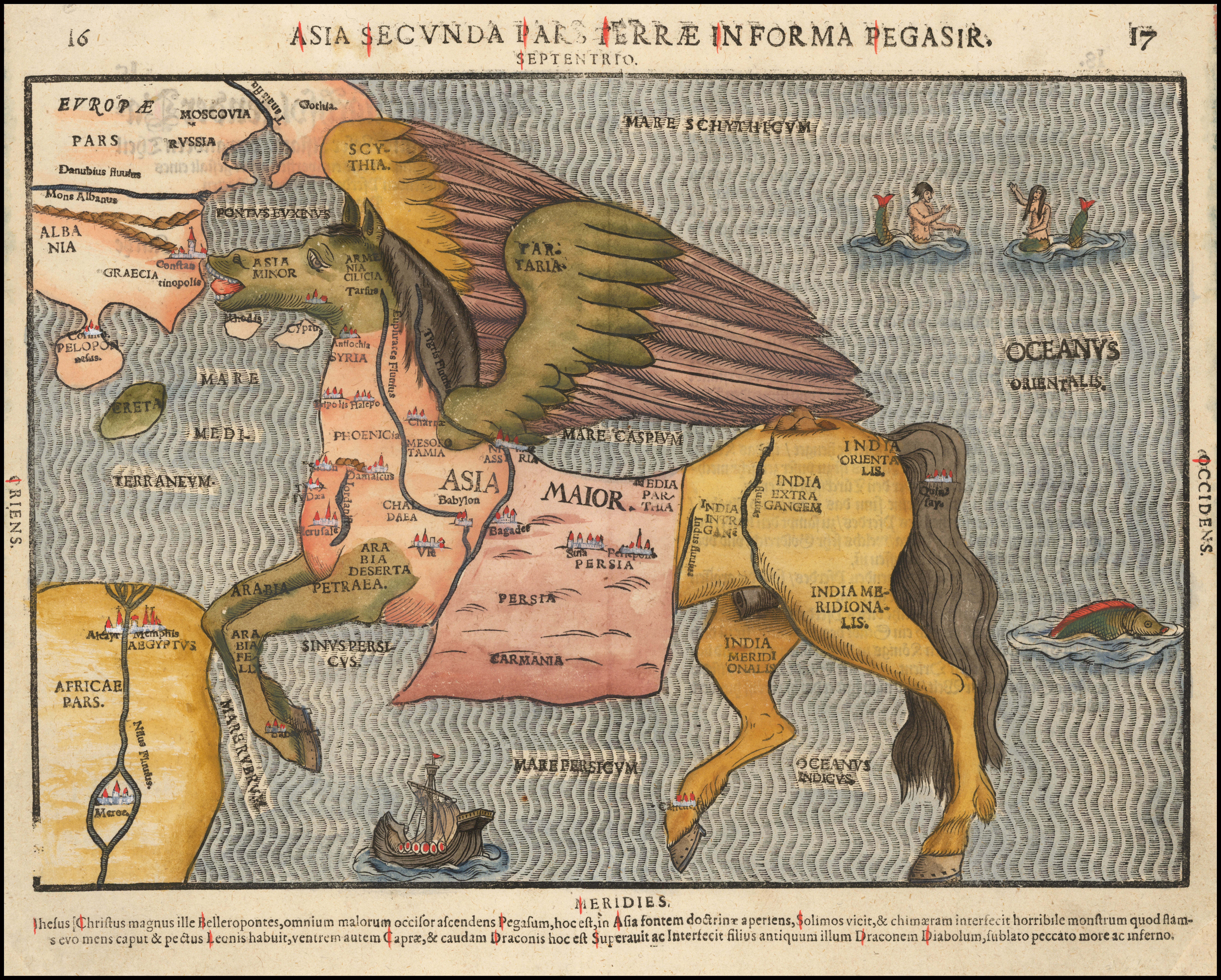
Азія у вигляді крилатого коня Пегаса.